# François de Razilly
François Razilly, francoski admiral, * 1578, † 1622.